# Saint-Jean-de-Moirans
Saint-Jean-de-Moirans là một xã của tỉnh Isère, thuộc vùng Rhône-Alpes, đông nam nước Pháp.